# Jevgenyij Fjodorovics Szvetlanov
Jevgenyij Fjodorovics Szvetlanov (oroszul Евгений Фёдорович Светланов) (Moszkva, 1928. szeptember 6. – Moszkva, 2002. május 3.) orosz zeneszerző, zongoraművész és karmester.

## Élete és munkássága
Szvetlanov Moszkvában született, és vezénylést tanult a Moszkvai Konzervatóriumban. 1955-től vezényelt a Bolsoj Színházban, 1962-ben kinevezték a Kreml kongresszusi palotájának zenei vezetőjének. A kongresszusi palota akkoriban a Bolsoj bérleménye is volt. 1965-től a Szovjetunió Állami Szimfonikus Zenekarának vezetője volt (ma az Orosz Állami Szimfonikus Zenekar). 1979-ben kinevezték a Londoni Szimfonikus Zenekar fő vendégigazgatójává. Szvetlanov 1992-től 2000-ig zenei igazgatója volt a Residentie Orchestra (Hága) és 1997 és 1999 között a Svéd Rádió Szimfonikus Zenekarának.
2000-ben Szvetlanovot az Orosz Állami Szimfonikus Zenekarban betöltött posztjáról Mihail Svidkoj orosz kulturális miniszter leváltotta. Svidkoj indoklása szerint Szvetlanov túl sok időt töltött külföldön, és keveset Moszkvában.
Szvetlanovot különösen az orosz művek értelmezésére kérték fel – az orosz zeneművek egész sorát vezényelte, Mihail Glinkától a napjainkig. Ő volt a kevés orosz karmesterek egyike, aki vezényelte Gustav Mahler összes szimfonikus művét.

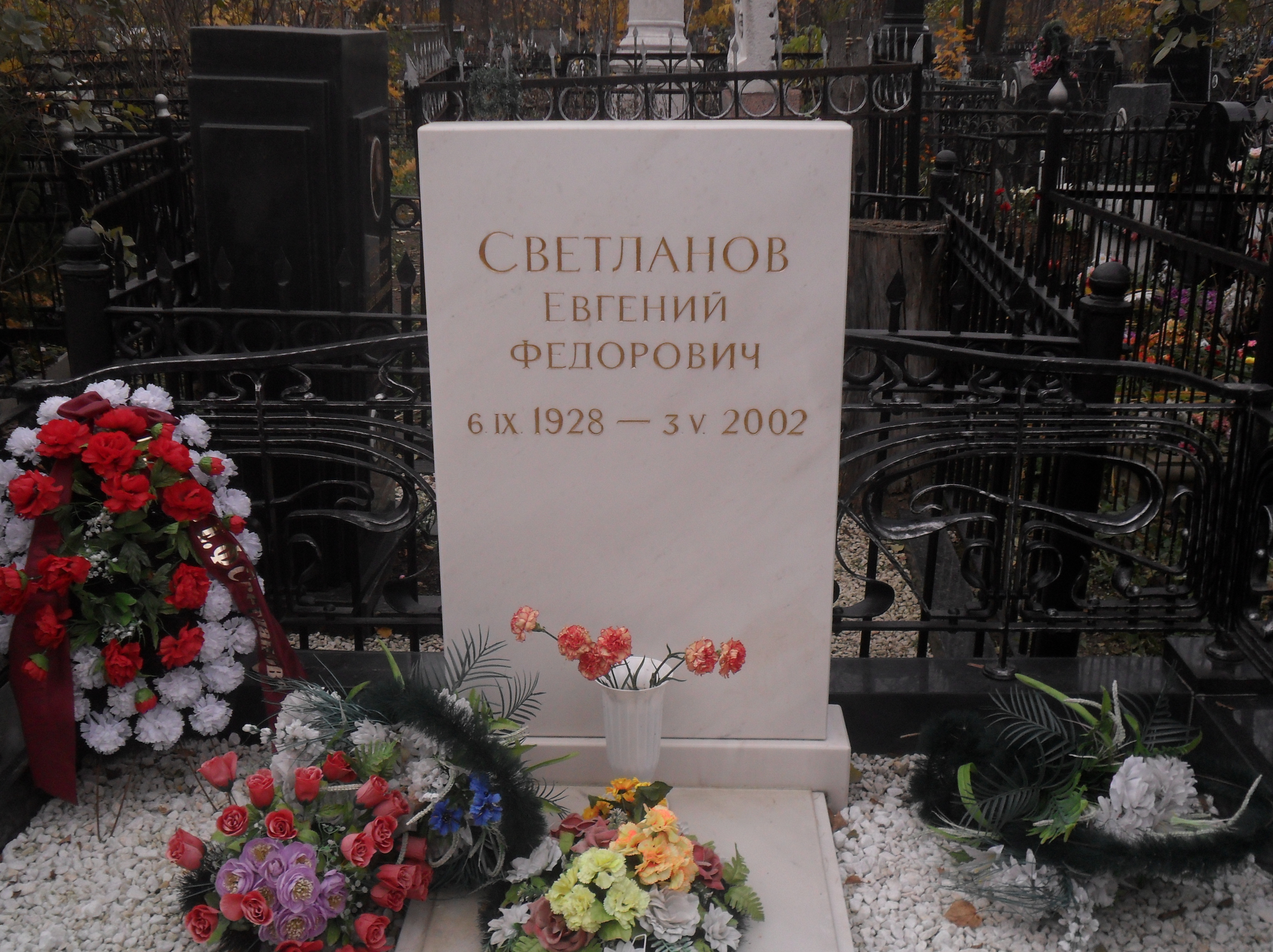
Szvetlanov sírja a Moszkvai Vaganykovói temetőben

Saját kompozíciói közé tartozik a Vonósnégyes (1948), a Daugava szimfonikus költemény (1952), a Szibériai fantázia zenekarra, Op. 9 (1953), Spanyolországi képek, rapszódia zenekarra (1954), Szimfónia (1956), Ünnepi költemény (1966), Orosz variációk hárfára és zenekarra (1975), c-moll Zongoraverseny (1976) és A hegedű és a zenekar költemény David Ojsztrah emlékére (1975).
Szvetlanov is rendkívül kompetens zongorista volt, három figyelemreméltó felvétel Szergej Rachmanyinov 2. d-moll Zongoratriója és Csellószonátája op. 19, és egy lemez Nyikolaj Medtner zongoraművéből.
A Warner Music France kiadott egy Édition officielle Evgeny Svetlanov-ot, melyben Szvetlanov karmesteri és zongorafelvételei voltak, amelyek 2008 júliusáig 35 darab CD-re, gyakran több CD-s dobozos készletekre futottak. Ezek közül a legnagyobb a Nyikolaj Mjaszkovszkij összes szimfóniáinak 16 CD-s doboza, akinek zenéje Szvetlanov volt.

## Stílusa
Igazi ösztönös zenész volt az orosz mester, mondhatni, kifejezetten őszinte, spontán muzsikus, híján minden artisztikus fölényeskedésnek vagy intellektuális gőgnek. Póztalan alkatából teljesen hiányzott az értelmiségi mesterkéltség. Munkabírása óriási volt, elkötelezettsége a hivatása iránt sohasem kérdőjeleződhetett meg, elfogulatlan odaadása az orosz és az európai szimfonikus munkák iránt példás volt. „Úgy kell játszanod, mintha az életed múlna rajtaǃ” – mondogatta. Kendőzetlenül romantizáló, szlávosan dús, mély emocionális tartalmat közvetítő előadásai a feltartóztathatatlanul áramló, átütő erejű szenvedélyek kibontásával nyerték el alakjukat. Jevgenyij Szvetlanov a '80-as évekre par excellence orosz dirigens lett, aki sohasem riad vissza a zenében megragadható érzelmek leplezetlen kibontásától. „Szókimondása” megihlette a zenészeit is: a Szovjetunió Állami Szimfonikus Zenekara ugyan nem érte el azokat a csúcsokat, melyeket Jevgenyij Mravinszkij leningrádi együttese meghódított, ám nem kétséges, Szvetlanov így is világszínvonalú zenekart nevelt. A szélesen áradó, hullámzóan érzelem gazdag, belső gátlások nélküli muzsikálás a gárda névjegyévé vált, s Szvetlanov minden koncertje akként hatott, mintha az egy utolsó nagy erőfeszítés manifesztációja volna.
A zenekar legfőbb vonzereje a terjengős, már-már hedonista bőségű, pompás vonóshangzás és a markáns, vibráló, harsányan erőteljes rézfúvósjáték lett, mint hamisítatlan szláv virtusok. Ez a fajta, néhol érzelgősségbe forduló előadásmód hol páratlanul eredeti, egyéni hangú produkciókban nyilvánult meg (ld. pl. tokiói koncertjét Csajkovszkij V. szimfóniá-jából, 1990), hol túláradó, kétes ízlést közvetítő érzelgős kinyilatkoztatásba fordult, mint például Rachmaninov II. szimfóniá-jának kevéssé sikerült moszkvai felvételén (1995). Ám amilyen könnyen utat talált Grieg vagy Csajkovszkij szenvedélyittas zenéihez Szvetlanov, oly kevéssé találta meg a hangot a klasszikus német iskola jeleseivel, Beethovennel, Schuberttel, vagy ragadta meg a maguk teljességében Debussy vagy Szkrjabin impresszionisztikusan burjánzó hangképeit és Sztravinszkij neoklasszikus-modernista, érzelemmentes munkáit. A lassú tempók iránti vonzalma, széles dinamikája, az erőltetett heroizmus és a korlátokat alig ismerő pátosz nyílt vállalása, a hullámzóan romantikus, ugyanakkor személyes hangú megközelítései azonban biztosítják megkérdőjelezhetetlen illetékességét a szláv-orosz repertoárban, és kijelölik előkelő helyét a 20. század jeles dirigenseinek sorában.

## Emlékezete
Az Aeroflot első Airbus A330-át róla nevezték el, valamint a 4135-ös aszteroida Svetlanov nevét Szvetlanovról kapta. Nevét viseli az Orosz Föderáció Állami Akadémiai Szimfonikus Zenekara és egy nemzetközi karmesterverseny.

## Díjai, elismerései
- A Szocialista munka hőse
- A Szovjetunió népművésze